# Giuliano Nostini
Giuliano Nostini (3. října 1912 Řím – 16. srpna 1983 Brixen, Itálie) byl italský sportovní šermíř, který se specializoval na šerm fleretem. Bratr Renzo Nostini reprezentoval Itálii ve sportovním šermu. Itálii reprezentoval v třicátých a čtyřicátých letech. Na olympijských hrách startoval v roce 1948 v soutěži jednotlivců a družstev. V roce 1949 obsadil třetí místo na mistrovství světa v soutěži jednotlivců. S italským družstvem fleretistů vybojoval na olympijských hrách 1948 stříbrnou olympijskou medaili a v roce 1937, 1938 a 1949 vybojoval s družstvem titul mistrů světa.